# 東ティモール国防軍
東ティモール国防軍（ひがしティモールこくぼうぐん、テトゥン語: Forcas Defesa Timor Lorosae、ポルトガル語: Forças de Defesa de Timor Leste、略名:F-FDTL）は、東ティモールの軍隊。大統領は首相や国防大臣、外務大臣率いる国防評議会を通じて、統率する。
外部の攻撃防止に加え、国内治安も目的としていて、国家警察の東ティモール国家警察と職務が重複しているため、士気低下や規律の欠如を引き起こしている。
東ティモールは世界の最貧国の1つであるため、軍資金や装備の大部分はアメリカや中国、旧宗主国のポルトガル、旧敵国のインドネシアとの防衛協定によって、賄われている。

## 歴史
国防軍の前身は、1974年にフレティリンが組織した「東ティモール民族解放軍」（ポルトガル語: Forças Armadas da Libertação Nacional de Timor-Leste、FALINTIL）である。1999年以前、現大統領ジョゼ・ラモス＝ホルタを含む一部のフレティリン指導者は、将来の東ティモールは軍隊を持たないことを約束していた。1999年の独立住民投票後の治安悪化により、フレティリンの退役軍人の再従事の必要性が高まったため、やむ無く政策変更が行われた。
2000年に国際連合東ティモール暫定行政機構は東ティモールの治安維持の目的で、キングス・カレッジ・ロンドンの軍事専門家を派遣した。キングス・カレッジの報告書は、インドネシア侵攻以前の東ティモールの治安は単一の小規模な警察組織によって十分に満たされたかもしれないにもかかわらず、大規模な警察と軍隊が創設されたことが悪化に繋いだと発表している。オーストラリアン紙の編集者であるグレッグ・シェリダンによって批判された。重大な欠陥は、外部の監視なしにフレティリンの司令部が国軍指導部に選出することを許可されていたことであった。数年に渡って、混乱は続いた。しかし、混乱の頂点に達したのは2006年東ティモール危機であった。
2006年、西部出身の軍人約600人が昇級や給料で東部出身者との間で差別があるとして待遇改善と差別の廃止を求め抗議し、ストライキを起こしたが、政府はストライキ主導者を排除した。同年4月、解雇された国軍兵士と政府軍との戦闘により首都ディリで激しい騒乱が勃発し、東ティモールは再びオーストラリアなど外国軍の駐留を受けることになった。しかし、軍の騒乱を抑えられなかったマリ・アルカティリは2ヶ月後の6月26日に辞任へ追い込まれた。
2008年2月11日に元国防軍兵士のアルフレド・レイナドを含む反乱軍が企てた暗殺計画により銃撃され、重傷を負った。銃撃戦によりオルタ大統領と護衛の1人が負傷し、レイナドは死亡した。
この事件の影響を受けて、国防軍の活動は縮小した。2009年5月に579人の新兵を受け入れ、2008年以前の採用よりも東部と西部の待遇の差は縮まった。2020年10月29日、閣僚理事会は18歳以上の東ティモール国民に対する国家奉仕の義務を開始する計画を承認した。

## 対外防衛関係

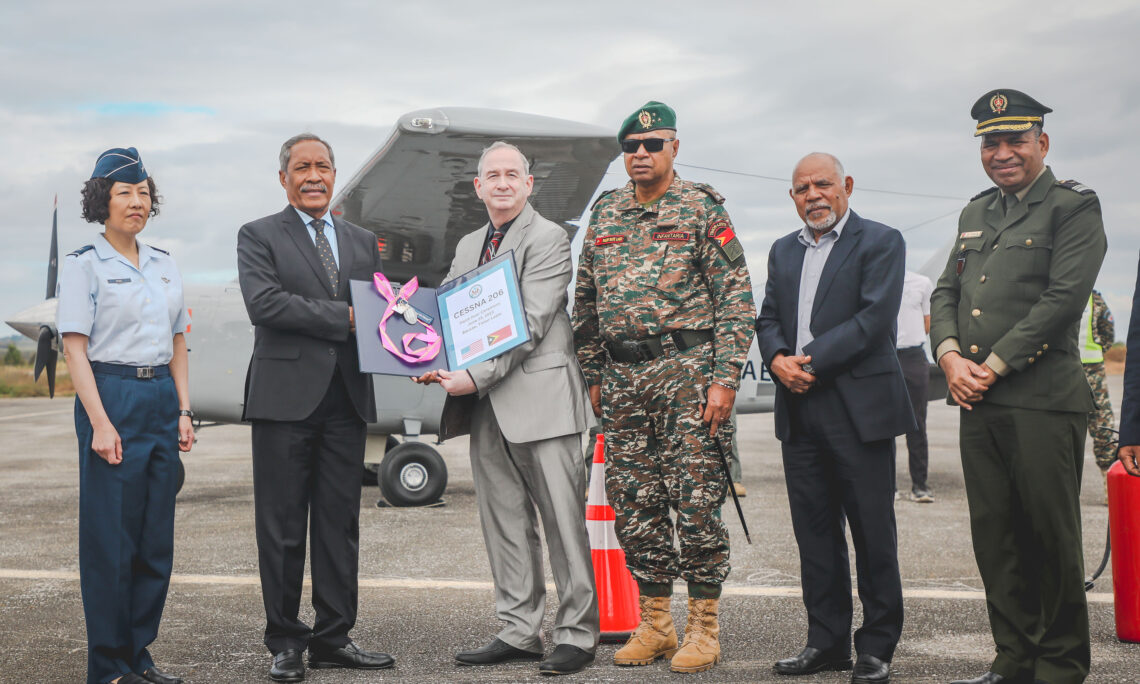
2023年のアメリカによる東ティモールへのセスナ 206の寄贈式

1999年に侵略していたインドネシア軍を討伐するために、フレティリンが採用したゲリラ戦術は圧倒的な数に対して効果的であり、周辺の国軍のに対する確実な抑止力を形成する可能性を秘めている。
部隊の訓練と作戦のほとんどは班で行われ、中隊や大隊規模の演習は稀である。2008年4月には、東ティモール政府が東南アジアでの影響力拡大を図る中国と2隻のジャコ型巡視船の借与条約を締結している。なお、国内で借与条約について、物議を醸した。買収に関する透明性の欠如と、巡視船が活動に必要な荒れた海況や熱帯気候に適していないのではないかという懸念があったためである。政府は主権の保全のため、購入を正当化した。
2017年に東ティモールはオーストラリア政府から、2隻のガーディアン級巡視船の6年間の借与契約と国内の海軍基地改修を条件に防衛協定を締結。米国と東ティモール政府は、国防軍基地と商業運航を行うバウカウ空港の改修に資金を拠出し、国防軍へのセスナ 206の寄贈を含めた防衛協定を締結。空港の改修工事は2022年1月に開始した。米軍は協定の目的として、東ティモール政府の海洋意識の向上、自然災害への対応、経済発展の促進するためであると述べた。2023年6月にセスナ 206が正式に寄贈された。

## 陸軍
兵員数は2,200名。2個軽歩兵大隊、1個兵站支援中隊、1個憲兵小隊から構成される。

## 海軍
兵員数は80名。

### 保有艦艇
- ディリ級哨戒艇 ×2隻[7]
- ジャコ級哨戒艇 ×2隻[7][8]

中国製062型哨戒艇。2010年就役。

### 就役予定
- アイタナ級哨戒艇 ×2隻[9]

オーストラリア製ガーディアン級哨戒艇。当初は2023年にオーストラリアから引き渡される予定だったが、2024年後半にずれ込んでいる。

### 退役艦艇
- オエクシ級哨戒艇 ×2隻[8]

元ポルトガル海軍 アルバトロス級哨戒艇。2002年にポルトガルより贈与された。
- カメナッサ級哨戒艇 ×1隻[7]

元韓国海軍 チャムスリ級哨戒艇。2011年9月に韓国より贈与された。2022年退役。

## 空軍

### 保有装備
- セスナ172 ×1機[7]
- セスナ206 ×1機[6]